# 章爾珮
章爾佩，字琳友，貴州貴陽人。清朝政治人物。

## 生平
崇禎十五年（1642年）舉壬午科貴州鄉試。清順治十六年（1661年），任雲南澂江府知府。康熙五年（1666年），擢雲南金滄道副使，以裁缺赴補，卒於京師。